# Denise Guénard
Denise Guénard (Saint-Maurice, 1934. január 13. – Le Kremlin-Bicêtre, 2017. május 23.) Európa-bajnoki ezüstérmes francia atléta ötpróbázó.

## Pályafutása
Az 1962-es belgrádi Európa-bajnokságon ötpróbában ezüstérmet szerzett. Három olimpián (1952, Helsinki, 1960, Róma, 1964, Tokió) és három Európa-bajnokságon vett részt (1954, 1962, 1966).
1953 és 1968 között a francia országos bajnokságon öt különböző számban (80 m gátfutás, magasugrás, távolugrás, diszkoszvetés, ötpróba) húsz bajnoki címet szerzett.

## Sikerei, díjai
- Európa-bajnokság
  - ezüstérmes: 1962, Belgrád – ötpróba
- Francia bajnok
  - 80 m gátfutás (6): 1954, 1955, 1960, 1961, 1962, 1965
  - magasugrás (2): 1953, 1964
  - távolugrás (2): 1965, 1966
  - diszkoszvetés (1): 1959
  - ötpróba (9): 1953, 1954, 1961, 1963, 1964, 1965, 1966, 1967, 1968